# Mimoleiopus
Mimoleiopus es un género de escarabajos longicornios de la tribu Acanthocinini que contiene una sola especie, Mimoleiopus sumatranus. La especie fue descrita por Breuning en 1969.
Se distribuye por Sumatra. Mide aproximadamente 4 milímetros de longitud.